# Louis Raphaël I Sako
Louis Raphael I Sako (siríac: ܠܘܝܣ ܪܘܦܐܝܠ ܩܕܡܝܐ ܣܟܘ; àrab: لويس روفائيل ساكو, Luwīs Rūfāʾīl Sākū) (Zakho, 4 de juliol de 1948) és un patriarca catòlic caldeu de l'Iraq, des del 31 de gener de 2013 Patriarca de Babilònia dels Caldeus.

## Biografia
Louis Sako va néixer a Zakho, a l'Iraq, el 4 de juliol de 1948.

### Ministeri sacerdotal
Va ser ordenat sacerdot el 1r de juny de 1974. Inicialment va exercir el seu servei pastoral a la catedral de Mossul. Des de 1979 va assistir a l'Institut Pontifici Oriental de Roma, on va obtenir el seu doctorat en Patrologia Oriental. Va obtenir el seu doctorat en Història a la Sorbona de París.
El 1986 va ser nomenat rector de l'Església del Perpetu Socors a Mossul. De 1997 a 2002 va ocupar el càrrec de rector del seminari patriarcal a Bagdad.

### Ministeri episcopal
El 27 de setembre de 2003 va ser elegit arxieparca de Kirkuk. Va rebre la consagració episcopal el 14 de novembre de mans de l'arxieparca emèrit André Sana.
El 31 de gener de 2013 va ser elegit Patriarca de Babilònia dels Caldeus pel sínode dels bisbes de l'Església Catòlica Caldea reunit a Roma, i va assumir el nom de Lluís Rafel I. L'1 de febrer, el Papa Benet XVI li va concedir la «comunió eclesiàstica».
El 6 de març de 2013, va tenir lloc la cerimònia solemne d'entronització del nou patriarca a la catedral caldea de Sant Josep, a Bagdad.
Al maig de 2013 s'adreçà als bisbes, sacerdots i religiosos de l'Església caldea en una carta, en la qual s'aclareix la posició oficial del Patriarcat sobre la qüestió del nacionalisme caldeu en què es contraposen la postura del Patriarcat, que està a favor de la unitat amb les altres esglésies a l'Iraq que tenen un origen comú en l'Església d'Orient, estesa a Mesopotàmia en temps de la predicació de sant Tomàs, i la de les dues diòcesis caldees dels Estats Units, que des de fa un temps són a favor d'una clara divisió de les dites esglésies en base a la seva identitat nacional diversa, la caldea, hereva de l'Imperi Caldeu, amb base a Babilònia, i l'assíria, hereva de l'Imperi Assiri, amb base a Nínive. La carta remarca que «no és un error estimar el propi país i estar-ne orgullós, però ho és considerar que és millor que l'altre i que s'és superior i insultar els que no reconeixen aquesta mateixa identitat nacional.»
El 20 de maig de 2018, en acabar el Regina Coeli, el Papa Francesc va anunciar el seu nomenament com a cardenal al consistori del 28 de juny, convertint-se en el tercer bisbe iraquià en rebre la porpra després d'Ignace Gabriel I Tappouni i Emmanuel III Delly.